# غاري غلين
غاري غلين (بالإنجليزية: Garry Glenn)‏ هو منتج أسطوانات ومغن مؤلف وعازف بيانو أمريكي، ولد في 12 مايو 1955 في ديترويت في الولايات المتحدة، وتوفي في 27 سبتمبر 1991 في مقاطعة لوس أنجلوس في الولايات المتحدة بسبب قصور كلوي.

## وصلات خارجية
- غاري غلين على موقع ميوزك برينز (الإنجليزية)
- غاري غلين على موقع ديسكوغز (الإنجليزية)